# ماركوس مارتن (لاعب كرة قدم أمريكية أمريكي)
ماركوس مارتن (بالإنجليزية: Charly Martin)‏ هو لاعب كرة قدم أمريكية أمريكي، ولد في 20 مارس 1984 في والا والا في الولايات المتحدة.

## وصلات خارجية
- ماركوس مارتن على موقع مرجع كرة القدم المحترفة.كوم (الإنجليزية)